# Пољопривредно-ветеринарска школа са домом ученика Свилајнац
Пољопривредно-ветеринарска школа са домом ученика „Свилајнац” се налази се у Свилајнцу. Основана је 1957 године. Ова школа је интернатског типа, располаже са два дома за ученике, капацитета до 420 места. У изградњи је и трећа зграда дома.

## Историја
Свилајнац и Ресава као и цео поморавски крај одувек су познати по производњи пшенице, кукуруза, крмног биља и по гајењу стоке. Уз сагласност Савета за школство Народне Републике Србије, Народни одбор среза Светозарево основао је школу интернатског типа 13.7.1957. године. Школа је почела са радом 1.9.1957. године. Интернат школе основан је када и школа. Сви ученици су истовремено били становници интерната. Нису били у обавези да станују у дому само они ученици који су становали код родитеља, а да удаљеност стана од школе није већа од 2 километра. У два одељења уписано је 72 ученика. Ученици су се школовали за занимање пољопривредни техничар општег смера. Годину дана по оснивању школе формирана је двогодишња стручна школа сточарског смера са практичном обуком. Ветеринарски техничар од 1981. године.Две године након оснивања школе почела је изградња школске зграде. Завршена је и усељена 1.5. 1960. године. Упоредо са градњом школе, ученици са професорима су подигли парк на површини од 4,5 хектара и засадили га четинарима, украсним дрвећем.

## Образовни профили

#### Четворогодишњи образовни профили
- Ветеринарски техничар
- Пољопривредни техничар
- Прехрамбени техничар
- Техничар хортикултуре

#### Трогодишњи образовни профили
- Месар
- Руковалац-механичар пољопривредне технике

## Дом ученика
Собе у Дому су трокреветне и четворокреветне.Број соба је 106. Дом располаже са кухињом и трпезаријом, савременим просторијама за учење, спортским теренима за мале спортове, модерном спортском салом, теретаном, разгласним системом и видео надзором као делом службе за физичко-техничко обезбеђење. Ученицима је на располагању и тв сала, интернет клуб, као и библиотека.